# Całkowita zdolność wiązania żelaza
Całkowita zdolność wiązania żelaza (TIBC – ang. Total Iron Binding Capacity) – diagnostyczne badanie laboratoryjne polegające na określeniu maksymalnej ilości żelaza potrzebnego do całkowitego wysycenia białka transferryny, która jest podstawowym nośnikiem żelaza w osoczu. 1 mol transferryny jest w stanie transportować jednocześnie 2 mole żelaza. Dzięki tej prawidłowości wykonując tańsze badanie TIBC pośrednio można określić stężenie transferryny w osoczu. Badania TIBC nie należy mylić z UIBC (utajona zdolność wiązania żelaza).

## Wartości prawidłowe[2]
- mężczyźni 45–70 μmol/l (251–391 μg/dl)
- kobiety 40–80 μmol/l (223–446 μg/dl)

## Interpretacja wyników
| Stan                                                                  | Stężenie żelaza w osoczu                                                     | Transferryna i TIBC | Wysycenie transferryny                                               |
| --------------------------------------------------------------------- | ---------------------------------------------------------------------------- | --- | -------------------------------------------------------------------- |
| Niedokrwistość z niedoboru żelaza.                                    | Niskie.                                                                      | Wysokie. Wątroba wytwarza więcej transferryny, przypuszczalnie usiłując maksymalnie zwiększyć wykorzystanie małej puli żelaza.                                                 | Niskie, ponieważ jest niedobór żelaza.                               |
| Niedokrwistość w przebiegu chorób przewlekłych.                       | Niskie. Żelazo w organizmie pozostaje związane z ferrytyną wewnątrz komórek. | Niskie. Organizm wytwarza mniej transferryny (za to więcej ferrytyny), prawdopodobnie by trzymać żelazo zmagazynowane z dala od patogenu mogącego wykorzystywać je do rozwoju. | W normie.                                                            |
| Ciąża lub stosowanie hormonalnej antykoncepcji, bez niedoboru żelaza. | W normie.                                                                    | Wysokie. Wątroba wytwarza więcej transferryny, co skutkuje podniesieniem TIBC.                                                                                                 | Niskie. Występuje nadmiar transferryny w stosunku do poziomu żelaza. |

## Utajona zdolność wiązania żelaza
Utajoną zdolność wiązania żelaza oblicza się odejmując bieżące stężenie żelaza w osoczu od TIBC. Wówczas uzyskujemy odzwierciedlenie pojemności dla żelaza wolnych miejsc je wiążących w transferrynie. Prawidłowa wartość UIBC wynosi 27-60μmol/l i zwiększa się w anemii z niedoboru żelaza oraz zmniejsza się w przebiegu chorób przewlekłych.